# Edgar Correia
Edgar Maciel Almeida Correia (Porto, 3 de Março de 1945 - Lisboa, 20 de Abril de 2005) foi um político e jornalista português.

## Biografia
Filho de Fernando Almeida Correia e de sua mulher ... Maciel e irmão de Maria de Lourdes Maciel Almeida Correia e Maria Fernanda Maciel Almeida Correia. O seu avô paterno, também chamado Fernando Almeida Correia, combateu no Corpo Expedicionário Português na Primeira Guerra Mundial, tendo sido agraciado com as correspondentes Medalha Comemorativa da Campanha França, 1917-1918 e Medalha da Vitória.
Licenciado em engenharia electrotécnica.
Militante Comunista, aderiu ao Partido Comunista Português em 1965. Em 1972, passou à clandestinidade, tendo integrado a direcção da Organização Regional do Norte. Fiel à doutrina do partido durante 37 anos, foi um dos fundadores do Movimento Renovador Comunista, o que levou à sua expulsão em 2002.
Foi Editor da versão portuguesa do "Le Monde Diplomatique".
Casou com Maria Helena Guimarães de Medina, filha de Augusto Henrique Maia de Medina (1899 - ?) e de sua mulher Natércia de Freitas Guimarães da Silva (Porto, 9 de Dezembro de 1914 - Porto, 31 de Janeiro de 1963), neta paterna de Augusto González de Medina (Porto, 2 de Janeiro de 1862 - Porto, 29 de Junho de 1933), Oficial do Exército filho de pais Espanhóis, e de sua mulher Emília de Sousa Monteiro Maia (Porto, 8 de Janeiro de 1872 - 20 de Fevereiro de 1954), bisneta de Henrique Antero de Sousa Maia (Porto, 3 de Janeiro de 1844 - Porto, 9 de Outubro de 1908) e de sua mulher Maria Máxima de Castro Monteiro (3 de Abril de 1845 - ?), trineta de Henrique José Gomes Monteiro (27 de Janeiro de 1816 - 27 de Janeiro de 1862) e de sua mulher Isabel Maria Gomes de Castro (29 de Junho de 1825 - 3 de Maio de 1857), filha do 1.° Visconde de Castro e 1.° Conde de Castro, tio paterno do 1.° Visconde de Borges de Castro, da qual teve Fernando de Medina Maciel Almeida Correia e Edgar de Medina Maciel Almeida Correia.